# Vinko Brumen
Vinko Brumen, slovenski filozof, * 6. december 1909, Šalovci, † 25. marec 1993, Hurlingham, Argentina.  
Diplomiral je 1935 in doktoriral 1936 na Filozofski fakulteti v Ljubljani. Najprej je bil učitelj v Ljubljani, od 1945 ravnatelj učiteljišča v Gorici, leta 1947 pa se je preselil v Argentino. V Buenos Airesu je bil vodja oddelka za humanistično literaturo pri založbi Kapelusz ter predaval občo pedagogiko in zgodovino slovenske filozofije na filozofski fakulteti ukrajinske univerze sv. Klementa, od 1970 kot izredni profesor. Leta 1941 je uredil 5. zvezkov Krekovih izbranih del, ki so bili žal med vojno uničeni, leta 1993 pa je izšel ponatis, 1968 pa je v Buenos Airesu objavil delo Srce v sredini. Življenje, delo in osebnost Janeza Evangelista Kreka. Izdal je tudi več knjig o vprašanjih zdomstva in slovenstva (Iskanja, Naš in moj čas). Veliko filozofskih razprav pa je namenil svojemu učitelju Francetu Vebru. V Ljubljani je leta 1992 v knjigi izšel izbor njegovih filozofskih in zdomskih člankov Argentinski spisi. V slovenskem knjižničnem informacijskem sistemu COBISS obsega njegova bibliografija 43 zapisov.

## Izbrana bibliografija
- Blaže in Nežica : kulturno-pedagoški pomen Slomšekovega dela : inavguralna disertacija (COBISS)
- Krekovo politično delo v letih 1900-1907 (COBISS)
- Izbrani spisi. Zv. 5, Življenje in delo v letih 1900 do 1907 (COBISS)
- Vrline in napake velikih ljudi (COBISS)
- Iskanja (COBISS)
- Naš in moj čas  (COBISS)
- Argentinski spisi  (COBISS)